# 遺伝子命名法
遺伝子命名法（いでんしめいめいほう）は、生物の遺伝単位である遺伝子の科学的命名である。1957年に国際委員会により、遺伝子シンボルと命名法についての勧告が公開された。ヒト遺伝子名と遺伝子シンボルについて、ガイドラインを作る必要が認識されたのは1960年代で、完全なガイドラインが発行されたのは1979年 (Edinburgh Human Genome Meeting) であった。いくつかの生物種研究コミュニティ（ショウジョウバエ、マウス）も標準命名法を採用し、それぞれモデル生物ウェブサイトとTrends in Geneticsなどの科学雑誌に公開した。特定の遺伝子ファミリーに詳しい科学者は、新しい情報が入ってきたときに、その全遺伝子セットについての命名法修正を手伝うことがある。しかしながら、多くの遺伝子および対応するタンパク質については、文献や公開の生物学的データベースにおいて様々な名前が交錯しており、効果的な体系化と生物学的情報交換を難しいものにしている。

## 命名法ガイドライン

### 特定生物リソース
HUGO遺伝子命名法委員会 (HGNC) はヒト遺伝子命名ガイドラインに責任をもち、新しく独特なヒト遺伝子名と遺伝子シンボル（短い略語）の認可を行う。ヒト以外の種では、モデル生物データベースがガイドラインとバイオキュレーターや命名法委員会への問い合わせリソースを含んだ、中心的リポジトリとなっている。種ごとのデータベースに加え、認可された遺伝子名と遺伝子シンボルはNCBIのデータベースEntrez Geneでも調べることができる。

#### 無脊椎動物
- キイロショウジョウバエ (Drosophila melanogaster): Genetic nomenclature for Drosophila melanogaster at Flybase.
- 線虫 (Caenorhabditis elegans): Genetic Nomenclature for Caenorhabditis elegans[リンク切れ].

#### 植物
- トウモロコシ (Zea mays): A Standard For Maize Genetics Nomenclature at MaizeGDB.
- シロイヌナズナ (Arabidopsis thaliana): Arabidopsis Nomenclature at The Arabidopsis Information Resource (TAIR).

#### 粘菌
- タマホコリカビ類 (Dictyostelium discoideum): Nomenclature Guidelines at dictyBase.

#### 脊椎動物
- ヒト (Homo sapiens): Guidelines for Human Gene Nomenclature.
- マウス (Mus musculus)と ラット (Rattus norvegicus): Rules for Nomenclature of Genes, Genetic Markers, Alleles, and Mutations in Mouse and Rat at Mouse Genome Informatics (MGI).
- アフリカツメガエル (Xenopus laevis )とネッタイツメガエル (Xenopus tropicalis ): Suggested Xenopus Gene Name Guidelines at Xenbase.
- ゼブラフィッシュ (Danio rerio): Zebrafish Nomenclature Guidelines at the Zebrafish Model Organism Database (ZFIN).

#### 酵母
- 出芽酵母（パン酵母、Saccharomyces cerevisiae）: SGD Gene Naming Guidelines at Saccharomyces Genome Database.
- カンジダ (Candida albicans): C. albicans Gene Nomenclature Guide at Candida Genome Database (CGD).
- 分裂酵母 (Schizosaccharomyces pombe): Gene Naming Guidelines.

### 脊椎動物遺伝子シンボルの書式
| 種                              | 遺伝子シンボル | タンパク質シンボル |
| ------------------------------- | -------------- | ------------------ |
| Homo sapiens                    | SHH            | SHH                |
| Mus musculus, Rattus norvegicus | Shh            | SHH                |
| Xenopus laevis, X. tropicalis   | shh            | Shh                |
| Danio rerio                     | shh            | Shh                |

脊椎動物モデル生物の研究コミュニティは、次の各生物種の遺伝子について、可能な限り、ヒトのオーソログと同じ名前となるよう、ガイドラインを制定した。生物種名を表す接頭辞（ゼブラフィッシュの"Z"など）は推奨されない。印刷時の遺伝子シンボルとタンパク質シンボルの表記方法については、生物種ごとに異なる。

#### ヒト
一般に、遺伝子シンボルは全て大文字のイタリック（斜体）（sonic hedgehogならSHH）で表す。遺伝子カタログではイタリックにしないこともある。タンパク質名は遺伝子名と同じだが、斜体にせず、全ての文字は大文字である (SHH)。mRNAとcDNAは遺伝子と同じ形式である。

#### マウスとラット
遺伝子シンボルはイタリック体で、語頭のみ大文字、残りを小文字で表す (Shh)。ウェブページではイタリック体でなくて良い。タンパク質名は遺伝子名と同じだがイタリック体にせず、全て大文字で表す(SHH)。

#### カエル (Xenopus属)
遺伝子名はイタリック体で、全ての文字を小文字で表す (shh)。タンパク質名は遺伝子名と同じだが、イタリック体にせず、語頭を大文字、残りを小文字で表す (Shh)。

#### ゼブラフィッシュ
遺伝子名はイタリック体で、全ての文字を小文字で表す (shh)。タンパク質名は遺伝子名と同じだが、イタリック体にはせず、語頭を大文字、残りを小文字で表す (Shh)。